# Rasmus Seebach Live
Rasmus Seebach Live er et kombineret DVD- og CD-udgivelse med en koncertoptagelse af den danske sanger og sangskriver Rasmus Seebach. Den blev udgivet den 12. november 2012 på ArtPeople. Liveudgivelsen blev optaget den 22. juni 2012 i Horsens Statsfængsel. Udgivelsen debuterede på førstepladsen af Musik DVD-hitlisten, og modtog i februar 2013 dobbelt platin for 30.000 solgte eksemplarer.
Koncerten indeholder sange fra sangerens to succesfulde album, Rasmus Seebach (2009) og Mer' end kærlighed (2011). Om udgivelsen har Rasmus Seebach udtalt: "Jeg er lykkelig over at have foreviget denne magiske aften på dvd. Som det ofte sker til koncerter opstår der en helt specielt stemning, hvor man fuldstændig glemmer alt om tid og sted, og bare går i ét med publikum. Det var præcis det der skete denne aften, og både mit band og jeg lod os rive fuldstændigt med. Jeg glæder mig vildt meget til at se det igen".
Både stereo og 5.1 versionen er mixet af Peter Juul Kristensen for Clear Music Production ApS.

## Spor
| 1.  | "Vover på at gå"                     |  |
| 2.  | "Lidt i fem"                         |  |
| 3.  | "Falder"                             |  |
| 4.  | "Glad igen"                          |  |
| 5.  | "Natten falder på"                   |  |
| 6.  | "I mine øjne" (Solo)                 |  |
| 7.  | "Mer' end kærlighed"                 |  |
| 8.  | "Den jeg er"                         |  |
| 9.  | "Nangijala"                          |  |
| 10. | "Engel"                              |  |
| 11. | "Den anden side"                     |  |
| 12. | "Millionær" (featuring Ankerstjerne) |  |
| 13. | "Vi lever"                           |  |
| 14. | "Natteravn"                          |  |
| 15. | "I mine øjne"                        |  |
| 16. | "Under stjernerne på himlen"         |  |